# Evropský veřejný ochránce práv
Evropský ombudsman (také Euro-ombudsman nebo Evropský veřejný ochránce práv) se zabývá stížnostmi na činnost orgánů Evropské unie. Institut Evropského ombudsmana byl zaveden Maastrichtskou smlouvou, prvním ombudsmanem byl zvolen v roce 1995 Fin Jacob Söderman. Jeho nástupcem byl od dubna 2003 do září 2013 Řek Nikiforos Diamanduros. Současným Evropským ombudsmanem je od 1. října 2013 Irka Emily O'Reilly.
V roce 2003 bylo podáno celkem 2436 stížností, 67 % z toho na Evropskou komisi. Nejčastějším předmětem stížností je nedostatečná transparentnost a špatný přístup k informacím.
Evropský ombudsman je oprávněn přijímat stížnosti občanů unie a fyzických a právnických osob s bydlištěm nebo registrovaným sídlem v členském státě Evropské unie týkající se chybného jednání orgánů společenství s výjimkou Evropského soudního dvora a Soudu první instance. Je volen Evropským parlamentem.